# الخصائص
كتاب الخصائص هو أحد أشهر الكتب التي كتبت في فقه اللغة وفلسفتها، وأسرار العربية ووقائعها، قام بتأليفه ابن جني، الذي يقول في مقدمة كتابه عنه: «كتاب لم أزل على فارط الحال، وتقادم الوقت، ملاحظا له، عاكف الفكر عليه، منجذب الرأي والروية إليه وأدا أن أجد مهملا أقيله به، أو خللا أرتقه بعمله، والوقت يزداد بنواديه ضيقا، ولا ينهج إلى الابتداء طريقا، هذا مع إعظامي له، وإعصامي بالأسباب المناطة به، واعتقادي فيه أنه من أشرف ما صنف في علم العرب، وأذهبه في طريق القياس والنظر.. وأجمعه للأدلة على ما أودعته هذه اللغة الشريفة...». ويعد الكتاب أهم كتب ابن جني إذ فتق اللغة العربية فيه تفتيقًا.
يناقش ابن جني في هذا الكتاب بنية اللغة وفقهها وأصولها، ويبدأ الكتاب بباب في مناقشة إلهامية اللغة واصطلاحيتها، وعرض لقضايا من أصول اللغة: كالقياس، والاستحسان، والعلل، والحقيقة والمجاز، والتقديم والتأخير، والأصول والفروع، واختتم بحديث عن أغلاط العرب، وسقطات العلماء. فتح ابن جني بهذا الكتاب في اللغة العربية أبوابا جديدة لدراستها.
أهدي هذا الكتاب للسلطان بهاء الدولة البويهي وتمت طباعته لأول مرة في مصر في عام 1913 م إلا أن الكتاب وقتها لم ينشر كاملا. بعدها طبع الكتاب كاملا محققا على يد محمد علي النجار عام 1955.